# Hwi
Das Hwi war ein als Status- oder Zeremonialwaffe von den Fon im afrikanischen Königreich Dahomey genutzter Säbel.

## Beschreibung

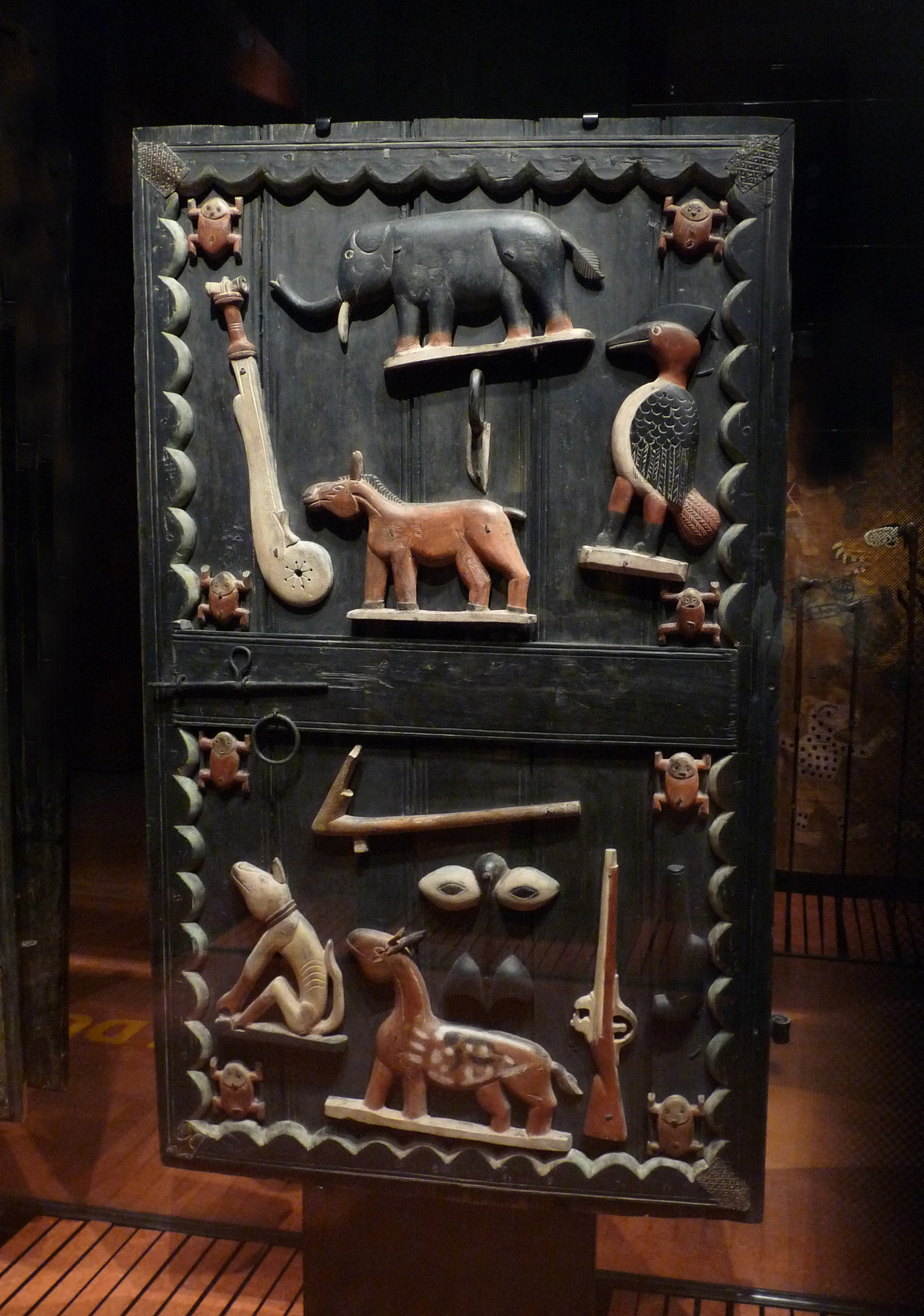
Hwi (oben links) am Türblatt aus den Königspalästen von Abomey

Das Hwi hat eine gebogene, einschneidige Klinge mit einem knolligen Ort. Es wurde von hochrangigen militärischen oder politischen Führern getragen. Darstellungen mit dem Hwi findet man in Zusammenhang mit dem König. Die komplexe Führungshierarchie des Königreich Dahomey erzeugte verschiedene Rangabzeichen, unter anderem das Hwi. Von der Funktion her ist es mit dem Afena der benachbarten Aschanti vergleichbar. Ein weiterer Prestigesäbel, Gubasa, welches ebenfalls von den Fon genutzt wurde, ähnelt dem Afena stärker als das Hwi. Die Form der Klinge des Hwi zeugte vom sozialen Status des Trägers. Die Klingen können figürliche Darstellungen wie Löwen, einem königlichen Symbol oder stilisierte Elemente welche Bezug auf bestimmte Ereignisse nehmen, enthalten. Weitere Beispiele sind Durchbrechungen der Klinge oder auf dem Klingenrücken angenietete figürliche Darstellungen z. B. Vögel.